# Gauliga Niederrhein 1942/43
Die Gauliga Niederrhein 1942/43 war die zehnte Spielzeit der Gauliga Niederrhein im Fußball. Die Meisterschaft wurde in dieser Saison erneut im Rundenturnier mit zehn Mannschaften ausgetragen. Die Gaumeisterschaft sicherte sich zum ersten Mal Westende Hamborn mit einem Punkt Vorsprung vor TuS Helene Altenessen. Damit qualifizierte sich Hamborn für die deutsche Fußballmeisterschaft 1942/43, bei der die Mannschaft durch ein Freilos in der 1. Runde das Achtelfinale erreichten, dieses aber deutlich mit 1:8 gegen den VfR Mannheim verloren. Der SSV Wuppertal zog sich während der Saison vom Spielbetrieb zurück, alle bereits ausgetragenen Spiele wurden annulliert. Den weiteren Abstiegsrang belegte Schwarz-Weiß Essen. Aus den Bezirksligen stiegen Gelb-Weiß Hamborn und Fortuna Düsseldorf auf.

## Abschlusstabelle
| Pl. | Verein                | Sp. | S  | U | N  | Tore    | Quote | Punkte |
| --- | --------------------- | --- | -- | - | -- | ------- | ----- | ------ |
| 1.  | Westende Hamborn (N)  | 16  | 12 | 1 | 3  | 050:240 | 2,08  | 25:70  |
| 2.  | TuS Helene Altenessen | 16  | 11 | 2 | 3  | 069:270 | 2,56  | 24:80  |
| 3.  | TuS Duisburg 48/99    | 16  | 8  | 4 | 4  | 051:280 | 1,82  | 20:12  |
| 4.  | Rot-Weiss Essen       | 16  | 9  | 1 | 6  | 048:450 | 1,07  | 19:13  |
| 5.  | SV Hamborn 07 (M)     | 16  | 8  | 3 | 5  | 027:280 | 0,96  | 19:13  |
| 6.  | Rot-Weiß Oberhausen   | 16  | 5  | 2 | 9  | 035:430 | 0,81  | 12:20  |
| 7.  | VfL Benrath           | 16  | 5  | 1 | 10 | 029:400 | 0,73  | 11:21  |
| 8.  | Union Krefeld (N)     | 16  | 4  | 2 | 10 | 030:660 | 0,45  | 10:22  |
| 9.  | Schwarz-Weiß Essen    | 16  | 2  | 0 | 14 | 020:580 | 0,34  | 04:28  |
| 10. | SSV Wuppertal A       | 0   | 0  | 0 | 0  | 000:000 | 1,00  | 0:0    |

| (M) | Titelverteidiger               |
| (N) | Aufsteiger aus der Bezirksliga |

## Aufstiegsrunde

### Gruppe 1
| Platz | Verein              | Spiele          | Tore            | Quote           | Punkte          |
| ----- | ------------------- | --------------- | --------------- | --------------- | --------------- |
| 1.    | Fortuna Düsseldorf  | 4               | 19:70           | 2,71            | 8:0             |
| 2.    | Bayer 04 Leverkusen | 4               | 14:11           | 1,27            | 4:4             |
| 3.    | SC München-Gladbach | 4               | 05:20           | 0,25            | 0:8             |
| 4.    | TSV Ronsdorf        | disqualifiziert | disqualifiziert | disqualifiziert | disqualifiziert |

### Gruppe 2
Der eigentliche Sieger der Gruppe, Duisburger SpV, bildete in der kommenden Spielzeit eine Kriegsspielgemeinschaft mit TuS Duisburg 48/99, welche den Gauliga-Startplatz von TuS Duisburg übernahm. Dadurch stieg der Zweitplatzierte in dieser Gruppe ebenfalls in die Gauliga auf.
| Platz | Verein                  | Spiele | Tore  | Quote | Punkte |
| ----- | ----------------------- | ------ | ----- | ----- | ------ |
| 1.    | Duisburger SpV          | 6      | 21:12 | 1,75  | 9:30   |
| 2.    | Gelb-Weiß Hamborn       | 6      | 19:15 | 1,27  | 9:30   |
| 3.    | Sportfreunde Katernberg | 6      | 13:12 | 1,08  | 4:80   |
| 4.    | Marathon Krefeld        | 6      | 09:23 | 0,39  | 2:10   |